# Jaguanharão
Jaguanharão (nascido em local e data desconhecidos – São Paulo de Piratininga, 9 de julho de 1952) foi um índio brasileiro do século XVI. Seu nome em língua tupi significa "cão bravo" ou "onça feroz".
Jaguanharão era filho de Piquerobi e sobrinho do pajé Tibiriçá e de Caiubi. Foi um dos líderes, ao lado de seu pai, da invasão chamada Cerco de Piratininga, quando uma coligação de índios das tribos guarulhos, guaianás e carijós se uniram e atacaram os jesuítas instalados na vila de São Paulo de Piratininga, que foi defendida por Tibiriçá e João Ramalho. Dias antes dos ataques, Jaguanharão se encontrou com Tibiriçá, tentando convencer seu tio a desistir de defender a vila de São Paulo e os padres, mas sem sucesso.
Morreu em 9 de julho de 1562 após ser flechado na barriga enquanto forçava a entrada na igreja construída pelos padres jesuítas. Seu objetivo era roubar as mulheres (índias e mamelucas) que se refugiavam no local em vigília pela vitória daqueles liderados por Tibiriçá.